# Velocidade verdadeira

Um indicador de velocidade verdadeira mecânico para uma aeronave. O piloto seleciona a altitude pressão e a temperatura do ar na parte superior utilizando o botão; a agulha indica a velocidade verdadeira na parte inferior esquerda do instrumento

A velocidade verdadeira (TAS; também KTAS, para velocidade verdadeira em nós (knots true airspeed)) de uma aeronave é a velocidade da aeronave em relação à massa de ar na qual ela está voando. A velocidade verdadeira é uma importante informação para uma navegação precisa da aeronave. Tradicionalmente, é medida utilizando um velocímetro analógico, mas pelo fato do Sistema de posicionamento global estar disponível para uso civil, a importância de tais instrumentos diminuiu. Uma vez que a velocidade indicada é um melhor indicador para potência usada e sustentação disponível, a velocidade verdadeira não é utilizada para controlar a aeronave durante nenhuma fase do voo, sendo a velocidade indicada – IAS ou KIAS (knots indicated airspeed) – utilizada. Entretanto, pelo fato da velocidade indicada só ser igual à velocidade verdadeira na atmosfera padrão, um medidor de TAS é necessário para propósitos de navegação em aeronaves que cruzam em ar menos denso. O medidor de IAS indica valores bem próximos à TAS em baixas altitudes e velocidades. Em aviões a jato o medidor de TAS é comumente escondido em velocidades menores que 200 nós (370 km/h). Nenhuma destas velocidades provê uma velocidade sobre o solo, uma vez que os ventos não são considerados.

## Desempenho
A TAS é uma medida verdadeira do desempenho da aeronave em cruzeiro, logo é a velocidade listada nas especificações da aeronave, manuais, comparativos de desempenho, relatos de pilotos e todas as situações onde o desempenho em cruzeiro necessita ser medido.
É a velocidade que comumente compõe o plano de voo, utilizada também no planejamento de voo, antes de considerar os efeitos do vento.

## Erros de velocidade
O velocímetro funciona baseado no ar de impacto que entra através do Tubo de Pitot e ar estático através de uma tomada estática, mostrando o que é chamado de velocidade indicada (em inglês:  Indicated airspeed ou IAS). A pressão diferencial é afetada pela densidade do ar. A razão entre ambas as medidas é dependente de temperatura e pressão, de acordo com a Lei dos gases ideais. 
Ao nível do mar e em condições ISA, mantendo baixa velocidade onde a compressibilidade do ar é negligível (assumindo uma densidade constante do ar), a IAS corresponde à TAS. Quando a densidade do ar ou temperatura ao redor da aeronave difere das condições ISA, a IAS não irá mais corresponder à TAS, não refletindo desta forma o desempenho real da aeronave. O velocímetro irá indicar menos que a TAS quando a densidade do ar diminui devido a uma mudança na altitude ou temperatura do ar. Por esta razão, a TAS não pode ser medida diretamente. Em voo, pode ser calculada utilizando um computador de voo ou equivalente. 
Para baixas velocidades, os dados requeridos são a temperatura do ar estático, a altitude pressão e a IAS (ou a CAS para maior precisão). Acima de cerca de 100 kn (185 km/h), o erro de compressibilidade aumenta significativamente e a TAS deve ser calculada pelo Número Mach. O Mach incorpora os dados acima incluindo também o fator de compressibilidade. Instrumentos em aeronaves modernas utilizam o computador de dados de voo para efetuar estes cálculos em tempo real e apresentar a TAS diretamente na cabine de pilotagem.
Uma vez que as variações de temperatura têm pouca influência, o erro do velocímetro pode ser estimado como sendo cerca de 2% menor que a TAS para cada 1 000 ft (305 m) de altitude acima do nível do mar. Por exemplo, uma aeronave voando a 15 000 ft (4 570 m) nas condições ISA com uma velocidade de 100 kn (185 km/h), está na verdade voando a 126 kn (233 km/h) de TAS.

## Uso em cálculos de navegação
Afim de manter a rota no solo desejada enquanto voando através de massas de ar se movendo, o piloto de uma aeronave deve utilizar seu conhecimento sobre velocidade e direção do vento e a velocidade verdadeira para determinar a proa requerida. 

## Calculando a velocidade verdadeira

### Voo em baixas velocidades
Em baixas altitudes e velocidades, a IAS e a CAS são próximas à velocidade equivalente (EAS). A TAS pode ser calculada como sendo uma função da EAS e da densidade do ar:
{\displaystyle \mathrm {TAS} =\mathrm {EAS} {\sqrt {\frac {\rho _{0}}{\rho }}},}
onde
{\displaystyle \mathrm {TAS} } é a velocidade verdadeira,
{\displaystyle \mathrm {EAS} } é a velocidade equivalente,
{\displaystyle \rho _{0}} é a densidade do ar no nível do mar em condições ISA (15 °C e 1013.25 hectopascal, correspondendo a uma densidade de 1.225 kg/m3),
{\displaystyle \rho } é a densidade do ar no qual a aeronave está voando.

### Voo em altas velocidades
A TAS pode ser calculada como uma função do Número Mach e da temperatura do ar estático:
{\displaystyle \mathrm {TAS} ={a_{0}}M{\sqrt {T \over T_{0}}},}
onde
{\displaystyle {a_{0}}} é a velocidade do som ao nível do mar em condições ISA (661,47 kn (1 230 km/h)),
{\displaystyle M} é o Número Mach,
{\displaystyle T} é a temperatura do ar estático em kelvins,
{\displaystyle T_{0}} é a temperatura no nível do mar em condições ISA (288.15 K).
Para o cálculo manual da TAS em nós, onde o Número Mach e a temperatura do ar estático são conhecidos, a expressão pode ser simplificada para:
{\displaystyle \mathrm {TAS} =39M{\sqrt {T}}}
(lembrando que a temperatura é expressa em kelvins).
Combinando o termo acima com a expressão para o Número Mach, resulta em uma expressão para a TAS como uma função da pressão de impacto, da pressão estática e da temperatura do ar estático (válido para fluxo subsônico):
{\displaystyle \mathrm {TAS} =a_{0}{\sqrt {{\frac {5T}{T_{0}}}\left[\left({\frac {q_{c}}{P}}+1\right)^{\frac {2}{7}}-1\right]}},}
onde:
{\displaystyle q_{c}} é a pressão de impacto,
{\displaystyle P} é a pressão estática.
Os instrumentos mais modernos das aeronaves contém um computador que possui as informações de pressão de impacto, pressão estática e temperatura total do ar. A fim de computar a TAS, o computador deve converter a temperatura total do ar para a temperatura do ar estático. Isto é também uma função do Número Mach:
{\displaystyle T={\frac {T_{\text{t}}}{1+0.2M^{2}}},}
onde
{\displaystyle T_{\text{t}}=} é a temperatura total do ar.
Em aeronaves mais simples que não possuam um computador ou Machímetro, a velocidade verdadeira pode ser calculada como uma função da velocidade calibrada e densidade do ar local (ou temperatura do ar estático e altitude pressão, que determinam a densidade). Alguns velocímetros incorporam uma régua de cálculo para efetuar este cálculo. De outra forma, pode ser feita utilizando este sítio ou um dispositivo tal como um computador de voo.